# Ренейский, Анатолий Иосифович
Анато́лий Ио́сифович Рене́йский (бел. Анатоль Іосіфавіч Рэнейскі; род. 6 марта 1968, Бобруйск) — советский и белорусский гребец-каноист, выступал за сборную Белоруссии в конце 1990-х — начале 2000-х годов. Чемпион мира, победитель многих республиканских, национальных и международных регат. Заслуженный мастер спорта Республики Беларусь. Ныне — тренер.

## Биография
Анатолий Ренейский родился 6 марта 1968 года в Бобруйске. Активно заниматься греблей начал в раннем детстве вместе со старшим братом Виктором, будущим двукратным олимпийским чемпионом, проходил подготовку под руководством тренера Б. Г. Бирюкова. Первого серьёзного успеха добился в 1988 году, когда завоевал золотую медаль взрослого всесоюзного первенства, одержав победу в программе эстафеты 4 × 500 м. После распада СССР выступал за Белоруссию, как спортсмен-инструктор состоял в спорткомитете Вооруженных сил, а с 1999 года — в МВД.
В 1997 году побывал на чемпионате мира в канадском Дартмуте, где в составе четырёхместного экипажа, куда также вошли гребцы Александр Масейков, Андрей Беляев и Владимир Меринов, завоевал золотую медаль в гонке на 200 метров. Год спустя на соревнованиях в венгерском Сегеде тем же составом они пытались защитить чемпионское звание, однако на сей раз пришли к финишу вторыми, уступив лидерство команде из Чехии. Кроме того, в эти годы Ренейский неоднократно становился победителем и призёром различных этапов Кубка мира, в период 1987—2001 в общей сложности 46 раз становился чемпионом республиканских первенств. В 1999 году за выдающиеся спортивные достижения удостоен почётного звания «Заслуженный мастер спорта Республики Беларусь».
Имеет высшее образование, в 1991 году окончил Белорусский государственный университет физической культуры. Завершив карьеру профессионального спортсмена, Анатолий Ренейский перешёл на тренерскую работу, в настоящее время работает инструктором-методистом специализированной детско-юношеской школы олимпийского резерва управления по физической культуре, спорту и туризму Бобруйского горисполкома.